# 金閼智
金 閼智（きん あっち・こん あっち、65年? - ?）は、新羅の金氏王統の始祖とされる人物。第4代王脱解尼師今のときに神話的出生とともに見出された。7世孫に第13代王味鄒尼師今が出て新羅王として即位し、以後金氏の王統が占めることとなり、始祖として敬われた。

## 出生伝説
『三国史記』新羅本紀・脱解尼師今紀に拠れば、脱解尼師今の9年（65年）3月、首都金城（慶州市）の西方の始林の地で鶏の鳴き声を聞き、夜明けになって倭人である瓠公に調べさせたところ、金色の小箱が木の枝に引っかかっていた。その木の下で白い鶏が鳴いていた。小箱を持ち帰って開くと中から小さな男の子が現れ、容姿が優れていたので脱解尼師今は喜んでこれを育てた。
『三国遺事』金閼智脱解王代条に拠れば、永平3年庚申（60年）8月4日、倭人瓠公（瓢公）が夜に月城の西の里を歩いていたところ、始林の中に大きな光を見たという。紫色の雲が垂れこめており、雲の中から金色の小箱が降ってきて木の枝に引っかかった。箱から光が差しており、またその木の根元では白い鶏が鳴いていた。瓠公はこのことを脱解尼師今に報告したところ、尼師今は始林に出向かった。小箱を開くと中には小さな男の子がいて、立ち上がった。新羅始祖の赫居世の故事とよく似ていたので、小さな子を表す「閼智」を名前とした。尼師今はこの子を抱いて王宮へと帰ったが、鳥や獣がついてきて、喜び踊っていた。吉日を選んでこの子を太子に封じたが、後に婆娑（5代王婆娑尼師今）に譲って、王位にはつかなかった。
大唐故金氏夫人墓銘（朝鮮語: 대당고김씨부인묘명）や文武王陵碑や新羅の各種金石文では、金閼智以降の新羅王たちが金日磾の末裔という記録が多数あり、金日磾の子孫とされる。

## 勢漢始祖
金氏王統の始祖であり、金氏初代王の味鄒尼師今に至るまでの系譜として、『三国史記』新羅本紀・味鄒尼師今紀では、
```
金閼智―
勢漢
―阿道―首留―郁甫―仇道―味鄒
```

『三国遺事』金閼智脱解王代条では
```
金閼智―
勢漢
―阿都―首留―郁部―倶道（仇刀）―未鄒
```

としている。2世にあたる「勢漢」については、681年建立の文武王陵碑や935年建立の広照寺真澈大師宝月乗空塔碑文では「星漢」、939年建立の毗ル庵真空大師普法塔碑文（ルは田+盧）では「聖漢」として表れる新羅の始祖と同音異表記であり、金閼智とともに勢漢を始祖とする説も伝わっていたと考えられている。（→井上訳注1980 p.65）

## 名の由来
神話を伝える『三国史記』では長じて聡明であったので「閼智」（知恵者の意味）と名づけたといい、『三国遺事』では「小さな子」の意としてる。実在の人物とみる説もあるが、井上秀雄は閼（알/アル）は「卵・穀霊・祖霊」の意であるともいう。同じく「閼」の字を持つ閼英夫人（新羅始祖赫居世の王妃）や、2代南解次次雄の「南」の訓を（알/アル）として、これらの伝説上の始祖を、穀霊神を人格化したものとも考えられている。（→井上訳注1980 pp.32,33.）

## 姓氏の由来
『三国史記』『三国遺事』いずれも、金の小箱に入っていたので「金」を姓としたという。